# Taiaha

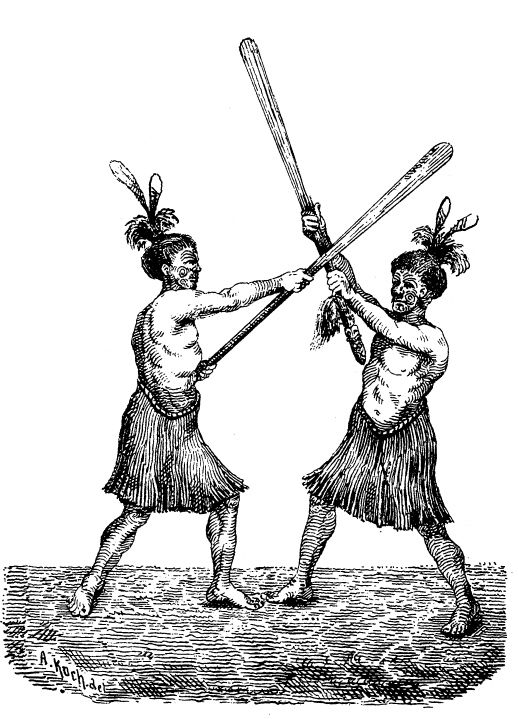
Due Māori armati con una taiaha

Una taiaha (taiaha) è una tradizionale arma dei Maori della Nuova Zelanda. Solitamente è lunga circa 5 o 6 piedi di lunghezza, è un'arma di legno utilizzata negli attacchi corpo a corpo in affondi o colpi di taglio. Le varie parti vengono chiamate nei seguenti modi:
- Arero (lingua) - questo è usato per colpire l'oppositore o per parare
- Upoko (testa) - la base dalla quale sporge la lingua
- Ate (fegato) - con la parte terminale appiattita, è utilizzata per schivare e colpire

Il Mau rākau è l'arte marziale che insegna l'uso della taiaha e di altre armi di combattimento dei Maori. Come negli altri stili delle arti marziali, gli allievi della taiaha impiegano molti anni per padroneggiare le abilità di: calcolo, equilibrio e coordinazione necessarie a maneggiare efficacemente l'arma.